# 亚太经合组织第九次领导人非正式会议
亚太经合组织第九次领导人非正式会议（APEC China 2001），亦称2001年中国APEC会议，於2001年10月20日至21日在中华人民共和国上海市上海国际会议中心舉辦，此次會議共有21個亚太经合组织成員國與會，並且還分為领导人会议、外交和贸易双部长会议、专业部长会议、高官会等共计21场子会议和活动。會議主題為“新世纪、新挑战：合作、参与，促进共同繁荣”。中共中央总书记兼中国国家主席江泽民主持会议并发表题为《加强合作，共同迎接新世纪的新挑战》的讲话。会议通过《亚太经合组织经济领导人宣言》、《上海共识》、《数字亚太经合组织战略》等文件。此次會議是中華人民共和國首次舉辦的高级别大型国际会议。

## 背景
许多成员经济体仍在应对1997年亚洲金融危机所带来的后遗症。此外，这场危机对石油价格的影响还导致了1998年俄罗斯金融危机的发生。金融危机引发了对全球化的不满，在西雅图、布拉格和热那亚均爆发了大规模抗议活动。中国即使是整个时期内该地区唯一经历快速增长的经济体，但由于采取了多种防止资本外逃的措施，其经济增长也低于预期。不过，中国努力改善其银行体系中的不良贷款及降低其对美国贸易的依赖程度。
2001年中国亚太经合组织领导人会议是在美国纽约和华盛顿遭受911袭击后不久举行的。911事件导致了“反恐战争”和美国军队入侵阿富汗。联合国安理会虽已通过第1368号决议（谴责这次袭击）和第1373号决议（发起国际反恐安排），但是还没有授权进行国际军事反应。美国总统乔治·沃克·布什（George W. Bush）取消了原定对中华人民共和国、日本和韩国的访问以应对此次袭击及其后果，但决定在会议期间与这些国家的领导人会面。 中国外交部长唐家璇9月中旬访问华盛顿，与美国副总统切尼和国务卿鲍威尔完成了出访初步安排。这是布什自“9·11”恐怖袭击事件后首次出访中国。
此次会议也在中俄睦邻友好合作条约签订后举行。该条约于7月16日签署，规定了中俄两国之间的经济和军事合作计划，并概述了普遍友好合作的政策。

## 筹备会议的政府团队
2001年中国APEC会议由一个由国务院副总理钱其琛领导的指导委员会负责筹办，该委员会还包括时任上海市市长徐匡迪、党委书记黄菊、中共中央组织部部长曾庆红、国务院秘书长王忠禹、中共中央办公室主任王刚、外交部长唐家璇、外贸部长石广生。 此外，唐家璇，石广生和徐匡迪还直接担任会议筹备委员会成员。时任外交部副部长兼助理部长的王光亚和张业遂作为会议秘书处的负责人处理了日常事务。

## 会议内容

亚太经合组织成员国（深绿色）数十年来数量一直保持不变，尽管部分国家（深绿色）有兴趣加入（浅绿色）, 1997年亚洲金融危机造成的负面影响被认为是其中一个原因

会议的总体主题是“世纪、新挑战：参与合作 促进共同繁荣”，其子主题为“分享全球化和新经济的利益”，“促进贸易和投资”和“促进持续的经济增长”。关于全球化和新经济的讨论主要集中在生态技术，电子商务，人力资源开发和公司治理方面。而关于贸易和投资的讨论则集中在贸易便利化的原则，区域投资竞争力，下一轮世界贸易组织以及关于贸易自由化的茂物目标上。关于可持续增长的讨论集中在国际金融合作，改善宏观经济学以及进行结构改革以提高工业竞争力方面上。 
此外，911事件使9月和10月会议重新围绕反对恐怖主义议题进行了调整；以及合作以解决911事件带来的经济影响。

## 会议筹备
各国政府及上海市政府高度重视亚太经合组织会议，特别是10月在上海举行的世界领导人峰会。在10月份的活动前，上海花费了一大笔钱来美化城市和翻新主要的四星级和五星级酒店 ，80多年来因恶臭而臭名昭著的部分弄堂 被彻底清理干净。桥梁和其他基础设施在需要的地方进行了检查和改进， 启用仅两年的浦东机场被扩建，以方便各国使团的来往，同时确保不给其他旅客带来不便.。3.2亿元人民币用于改善城市的电信设施，包括互联网和卫星升级。防火长城部分开放，在活动期间可以访问BBC、CNN、华盛顿邮报和其他一些西方媒体的网站。上海的安保工作非常严格，超过1万名安保人员被派来守卫酒店、场馆和相关设施。在整个事件期间，上海的空域和海岸线也受到了严密的监控。万一发生紧急状况，将有1000多名志愿者做出紧急反应。  市长徐匡迪表示“上海现在是世界上最安全的城市”，同时指出市政府正尽力保证上海人民的日常生活不会因这次国际会议而受到不便。  从2000年初开始,许多与会议有关的工作人员开始接受英语培训以帮助国际游客。通过使用再生纸材料，从城市餐馆中去除非有机蔬菜和野味，峰会的绿色性质也得到了强调。.

## 会议时间轴

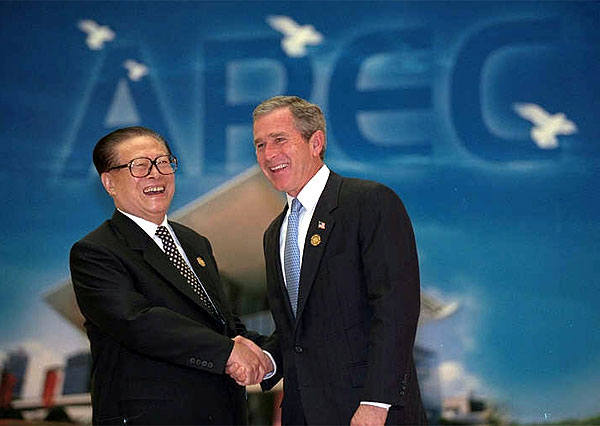
中共中央总书记、国家主席江泽民与美利坚合众国 总统 乔治·W·布什於10月19日會面

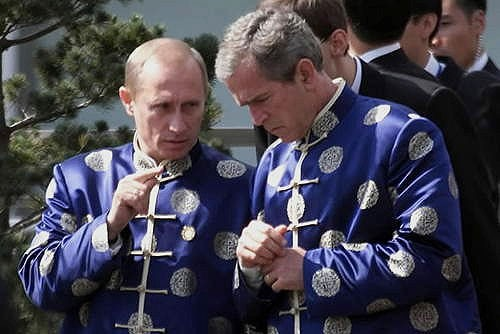
俄罗斯总统普京与布什在上海举行的经济领导人会议上穿着唐装

2001年中国APEC会议分多个阶段在不同中国城市举行，时间跨越全年。会议于2月初在首都北京开始。2月9日至10日举行了APEC电子商务和无纸贸易研讨会，2月11日至19日举行了第一届高官会议。5月15日至16日在北京召开了有关人力资源建设的高级别会议。18日至20日在天津北部港口召开ASC联合会会议；6月26日至7月3日，在深圳南部制造中心和港口举行第二次高官会议。同样在6月，负责贸易的部长会议于6日和7日在上海东部港口举行。2001年APEC投资博览会则举行于9月15日至15日，举办地为山东北部港口烟台。7月9日至14日，APEC青年科学节在上海举行。8月，辽宁大连于16日至24日主办了第三次高官会议。北京在22日至25日主办了WLN会议。上海于26日至31日主办了中小企业会议。9月，财政部长会议于6日至9日在东部制造业中心和历史名城江苏苏州举行。9月21日至25日，在苏州举行了APEC技术博览会。9月11日至14日妇女领导人网络会议在北京召开。10月15日至16日的非正式高级官员会议，10月17日至18日的第13届部长级会议，10月18日至20日的CEO峰会，10月18日至21日的商业咨询委员会会议，以及10月20日至21日的第9届非正式领导人会议均在上海举行。
此次会议的主要活动在上海结束：10月15日至16日的非正式高级官员会议，10月17日至18日的第13届部长级会议，10月18日至20日的CEO峰会，10月18日至21日的商务咨询委员会会议，和10月20日至21日举行的第九次非正式领导人会议。 领导人会议的第一天晚上以东方电视台在黄浦江1.8公里（1.1英里）处巨大的20分钟巨大烟火表演闭幕1.8（1.1英里），其中包括使用外滩建筑来代表钢琴键和APEC成员国。

## 场馆與交通
在上海开会的主要地点是上海国际会议中心。 ; 在毗邻的东方明珠电视塔设立了国际媒体中心，为來自517个媒体组织的3,179名国内外记者提供服務。该中心于10月14日开放，運行至月底。 CEO峰会在浦东香格里拉大酒店的会议厅举行。  领导人峰会第一天的会议和主要宴会 在上海国际会议中心，第二天的工作則在尚未开放的上海科技馆进行。江泽民住在虹桥的西郊国宾馆，会见了外国领导人，并举行了一些新闻发布会。
领导人和工作人员乘坐官方交通工具，由上海通用汽车公司生产的近800辆别克轿车以及为该场合预留的其他1300多种辅助交通工具在市区内穿梭。

## 與會者

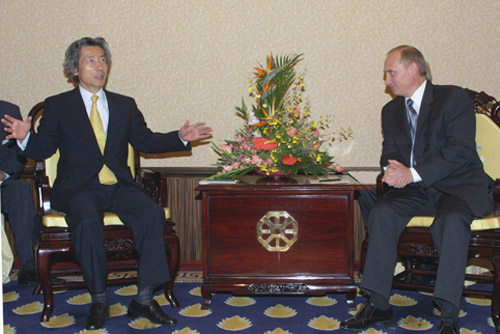
日本首相小泉纯一郎与普京出席经济领导人会议

澳大利亚总理约翰·霍华德，文莱苏丹哈桑纳尔·博尔基亚，加拿大总理让·克雷蒂安，智利总统里卡多·拉戈斯·埃斯科瓦尔，中華人民共和國主席江泽民，香港行政長官董建华，印度尼西亚总统梅加瓦蒂·苏加诺普特丽出席了经济领导人会议。日本首相小泉纯一郎，韩国总统金大中，马来西亚首相马哈迪·莫哈末，墨西哥总统比森特·福克斯，新西兰总理海伦·克拉克，巴布亚新几内亚总理梅克雷·莫劳塔，秘鲁总统亚历杭德罗·托莱多，菲律宾总统格洛丽亚·马卡帕加尔-阿罗约，俄罗斯总统弗拉基米尔·普京，新加坡总理吴作栋，泰国总理他信·西那瓦，美国总统乔治·W·布什和越南总理潘文凯。国家元首及其随行人员乘坐39架单独的VIP飞机。 
中华民国总统陈水扁（在亚太经合组织中被称为“中華台北”），被中華人民共和國外交部明确禁止参加；欲代其出席的前副总统李元簇也被拒绝入境，理由是他也是政治代表而不是经济代表。

另外63架VIP飞机也将其他政治和商业领袖带到了10月在上海举行的会议。 通用汽车首席执行官约翰·史密斯（John F. Smith）；  ;美国在线时代华纳（AOL）时代华纳（Time Warner）首席执行官杰拉德·莱文（Gerald Levin）； 惠普（Hewlett-Packard）首席执行官卡莉·菲奥莉娜（Carly Fiorina）；以及IT领导人比尔·盖茨（Bill Gates），李东升和王志缇出席了该首席执行官峰会。

## 影響

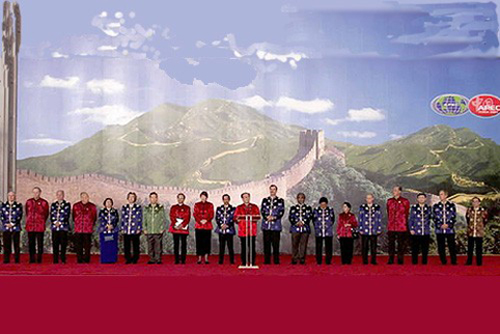
江泽民在同样身着唐装的其他领导人前阅读《2001年领导人宣言》

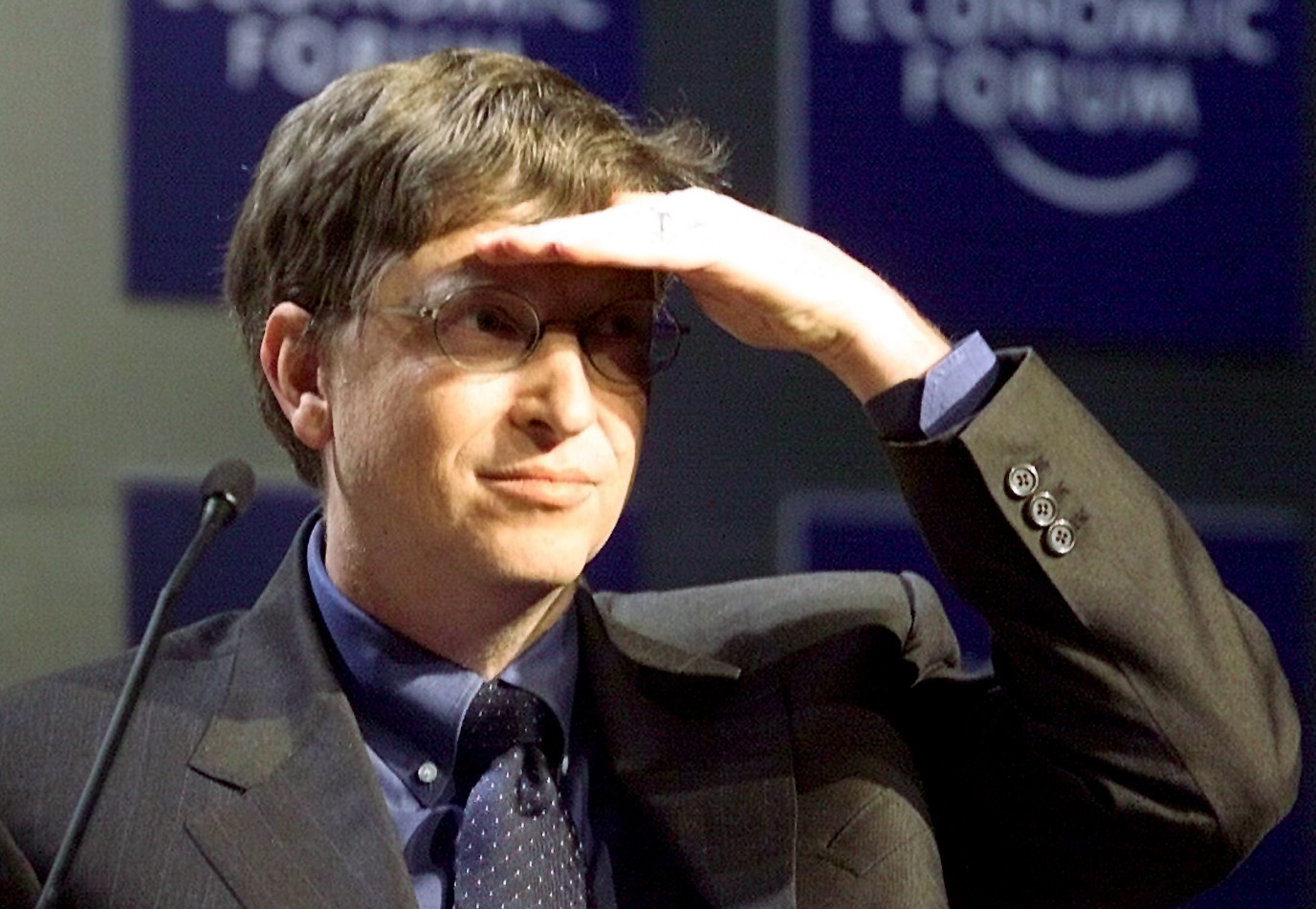
比尔盖茨也参加了2001年APEC中国会议，领导人同意采取行动减少发达国家与欠发达国家之间的“ 数字鸿沟”。

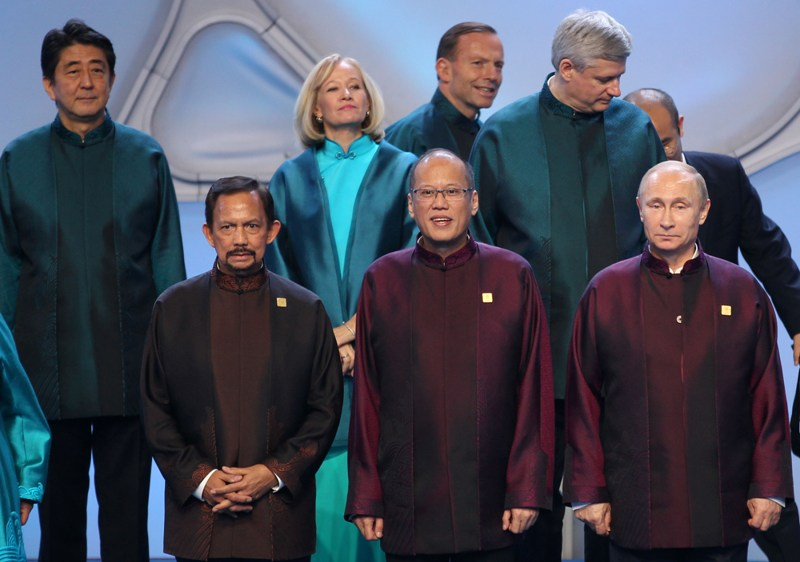
参加2014年中国APEC会议的领导人身着为与会者提供的最新唐装

參會领导人一致认为，尽管经济基础健全， 但金融危機对已经疲弱的短期經濟前景的影响意味着他们应“迅速果断地采取行动，稳定市场，刺激全球需求，并促进全球经济活动的早日复苏”。《上海协定》重申了该小组对1994年茂物目标的支持，该目标計劃2020年将关税降低到零。中国在行动中的重要性（中国当时是亚太地区唯一一个经济快速增长的国家）促使人们支持中国成为世界贸易组织正式成员，并呼吁“共同打击各种形式的保护主义”。 马来西亚等一些较小的國家表达了对全球化如何将富人“牢牢控制”的不满。.美国贸易代表罗伯特·佐利克（Robert Zoellick）赞扬中国在亚太经合组织（APEC）中所做的努力，以及随后几个月推动该成员国加入多哈回合贸易谈判的努力。
鉴于互联网的重要性日益提高，领导人还同意采取措施（包括在较早的部长级会议上安排的两个计划）以将数字化扩大到所有成员，以减少彼此之间或多或少的“数字鸿沟”。
亚太经合组织领导人发表了反恐声明，承诺“预防和制止今后一切形式的恐怖主义行为”，包括制定法规和立法以防止恐怖主义的滋生。 布什称与恐怖主义作斗争是“我们时代的紧迫任务”，声称“没有与邪恶的隔离”，“每个国家都必须反对这个敌人”。 他借此机会争取亚洲政治和商业领袖支持反恐和他在阿富汗的战争，以及从袭击中恢复经济。但亚太经合组织三个穆斯林佔人口多数国家，印度尼西亚，马来西亚和文莱的反對削弱了布什的一些努力。 中国官员最初还试图维持峰会的经济重点。最后，江泽民和普京都坚决表示有必要“坚定不移地反对……任何形式的恐怖主义，无论何时何地发生，无论针对谁”。江泽民提倡“采取一致的态度和唯一的标准，而不是单独考虑这些案件”“一切形式的恐怖主义都应受到反对和镇压”。同时，江泽民强调，应在联合国准则和框架内对反恐进行打擊。在亚太经合组织会议后的几个月中，联合国安理会一致通过第1377号决议（关于国际反恐）1378號和1383号决议（谴责阿富汗现任政府，并设想在联合国主持下将其替换）以及1386号决议（授权国际安全援助部队协助美军 除去现有的阿富汗政府）。
依慣例，與會领导人將穿着東道主國家的传统服装合影。而這对中国官员来说是一个难题 ，因为有代表性的服装均存在問題，如太具有政治色彩（中山装），太封建主义（旗袍），太古朴（汉服）或太国际化（西装） 。最終江泽民為世界各国领导人選擇了“唐装”，这是一种丝绸外套，带有普通领子和打结的纽扣，采用西方裁缝，垂坠，镶嵌等西式裁缝技术。  與會的每位领导人都穿着其中的一种-多数选择蓝色或红色-并在APEC徽标周围绣上了牡丹图案。受此影響，中国人發起了“唐装热潮” 。尽管据说APEC夹克的面料采用了先进的合成纤维，并且服装的设计者竭尽全力突出了其现代元素，但新的唐装还是用丝绸制成的，其数量足以使整个丝绸行业焕发活力 。唐装已被视为传统节日的民族服装。它最接近的前身是满族的马褂（magua），而不是唐朝的任何东西。唐装热潮最终导致了汉服运动，後者旨在复兴古代和中世纪的中国时尚。